# Marek Švehla
Marek Švehla (* 25. prosince 1966 Jindřichův Hradec) je český novinář. Dětství prožil v Třeboni. Vystudoval gymnázium a obor mechanizace zemědělství na Vysoké škole zemědělské. Od roku 1994 působí jako novinář v Respektu, v letech 2005–2006 byl šéfredaktorem, nyní je zástupcem šéfredaktora. V roce 2017 vydal životopis Ivana Martina Jirouse Magor a jeho doba, který zvítězil v anketě Kniha roku Lidových novin 2017. O rok později byla tato biografie oceněna cenou DILIA Litera pro objev roku.

## Dílo
- Magor a jeho doba, 2017, Torst ISBN 978-80-7215-555-2